# 影法師 (ふきのとうの曲)
「影法師」（かげぼうし）は、ふきのとうが発売した、10枚目のシングル。

## 解説
アルバム『思い出通り雨』の先行シングル。
B面の「激しい雨」は、細坪のソロ・アルバム『木精』(1979年)にてリメイクされた。

## 収録曲

### Side A
1. 影法師（3分36秒）
  - 作詞・作曲:山木康世／編曲:瀬尾一三

### Side B
1. 激しい雨（4分6秒）
  - 作詞・作曲:細坪基佳／編曲:瀬尾一三